# Geheimnisse einer Seele
Geheimnisse einer Seele (en alemany "Secrets d'una ànima") és una pel·lícula muda alemanya de 1926 ] dirigida per Georg Wilhelm Pabst.

## Trama
Martin Fellman, un professor erudit, experimenta malsons que el fan creure que s'està tornant boig. Tem que estigui a punt d'assassinar la seva dona, que l'estima molt. Contracta el doctor Orth, psiquiatre, perquè l'ajudi a resoldre les seves psicosis.

## Repartiment
- Werner Krauss com a Martin Fellman
- Ruth Weyher com a Seine Frau
- Ilka Grüning com a Die Mutter
- Jack Trevor com a Erich
- Pavel Pavlov com el Dr. Orth (com Pawel Pawloff)
- Hertha von Walther com a Fellmans Assistentin
- Renate Brausewetter com a Dienstmädchen
- Colin Ross com a Kriminalkommissar
- Lili Damita (sense acreditar)

## Producció
El productor de Geheimnisse einer Seele Hans Neumann era un ferm creient en les teories de Sigmund Freud i va intentar que Freud participés en la realització de la pel·lícula. Freud no va respondre, així que va contractar a Karl Abraham, un estret associat de Freud, com a assessor del projecte, per ajudar Neumann a fer la pel·lícula més realista psicològicament possible.
La pel·lícula es va rodar entre setembre i novembre de 1925, i es va estrenar a Berlín el 24 de març de 1926.

## Recepció
A partir de les crítiques retrospectives, Tom Milne al Monthly Film Bulletin va declarar que la pel·lícula es divideix en "aproximadament tres parts desiguals" comentant que la "primera i la millor, combinant subtilesa psicològica i dramàtica cruda". L'efecte de la manera que s'havia de convertir en la marca registrada de Pabst, és la seqüència d'obertura" mentre anomena la seqüència final de la pel·lícula una "seqüència final veritablement horrible, un final feliç enganxat". Milne va concloure que la pel·lícula veu Pabst "envoltat d'una prova de l'enfocament molt més integrat de l'inconscient i les seves aberracions que es va reduir a Die Liebe der Jeanne Ney, Abwege i Lulú, la caixa de Pandora."
Troy Howarth va comentar al seu llibre Tome of Terror: Horror Films of the Silent Era que la pel·lícula era "un thriller psicològic raonablement convincent" i que "Krauss és massa vell per al paper, que requereix que l'espectador cregui que està casat amb una estimada de la infància fàcilment 20 anys més jove que ell."